# Lucie Vuylsteke
Lucia Anna Maria (Lucie) Vuylsteke (Delfshaven, 12 maart 1903 – Rotterdam, 16 juli 1987) was een Nederlands politica, van oorsprong apotheker. Ze zat namens de KVP in de gemeenteraad van Rotterdam (1949-1962) en in de Eerste Kamer (1963-1969).

## Biografie

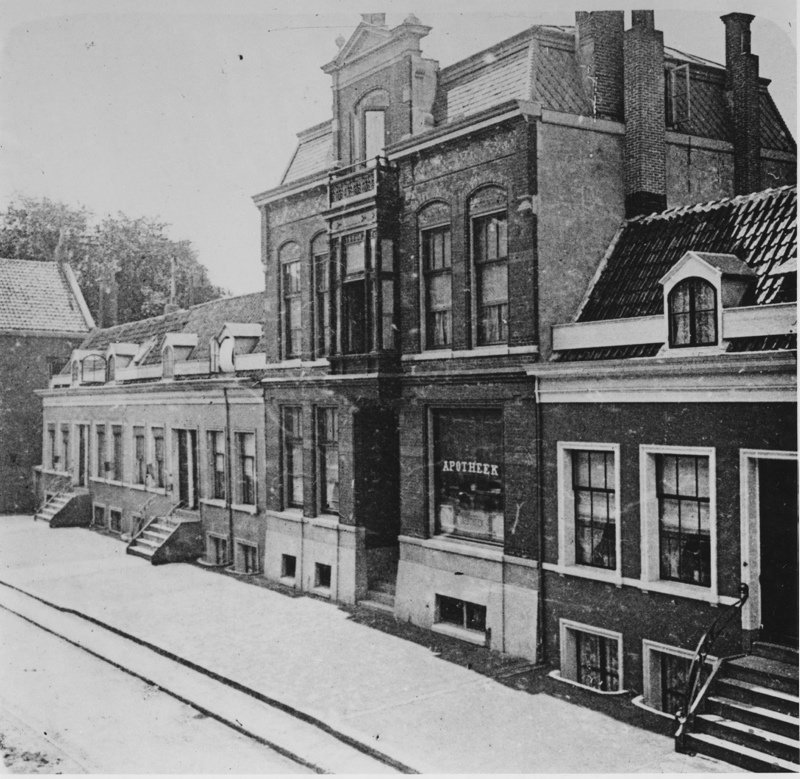
Apotheek van J.A.M. Vuylsteke, circa 1890.

### Jeugd en opleiding
Vuylsteke werd geboren in een van oorsprong Vlaams geslacht. Haar grootvader (aan vaderskant) ging wonen in Delfshaven (dan nog een zelfstandige stad) en werd daar actief als apotheekhoudende arts. Haar vader J.A.M. Vuylsteke werd vervolgens ook apotheker. Hij huwde met Cornelia Dolk.
Op twaalfjarige leeftijd ging Vuylsteke het gymnasium volgen bij het katholieke pensionaat Jerusalem te Venray. Daarna studeerde ze in Amsterdam farmacie.
In 1929 slaagde ze voor het doctoraalexamen. Vuylsteke neemt dan in Rotterdam de leiding over de apotheek over van haar acht jaar eerder overleden vader. Kort daarna raakt ze ook betrokken bij de St. Brigitta Vereniging, die als doelstelling had om 'arme zieken van den Roomsch-Katholieken godsdienst' te ondersteunen. Ze was tevens actief bij de Maatschappij tot Bevordering der Pharmacie en het bestuur van de Katholieke Vrouwenbond.

### Politiek
Vuylsteke werd in 1949 namens de KVP lid van de gemeenteraad van Rotterdam. Hier was ze onder meer actief in de Commissie Kunstzaken en kwam ze op voor het herstel van Delfshaven.
In 1963 kiest Groep III (Noord-Holland en Friesland) haar tot Eerste Kamerlid, in welke hoedanigheid ze woordvoerder is over volksgezondheid. Ze sprak in de vergadering van 1963 haar eerste redevoering uit, tijdens de behandeling van het wetsontwerp Regelen met betrekking tot de handel in antibiotica, hormoonpreparaten, thyreostatica en chemotherapeutica, bestemd of mede bestemd voor aanwending bij dieren. In 1967 is ze van oktober tot december plaatsvervangend voorzitter commissie van rapporteurs voor Volksgezondheid, en daarna plaatsvervangend voorzitter vaste commissie voor Volksgezondheid tot haar einde als Kamerlid in 1969.

### Waardering

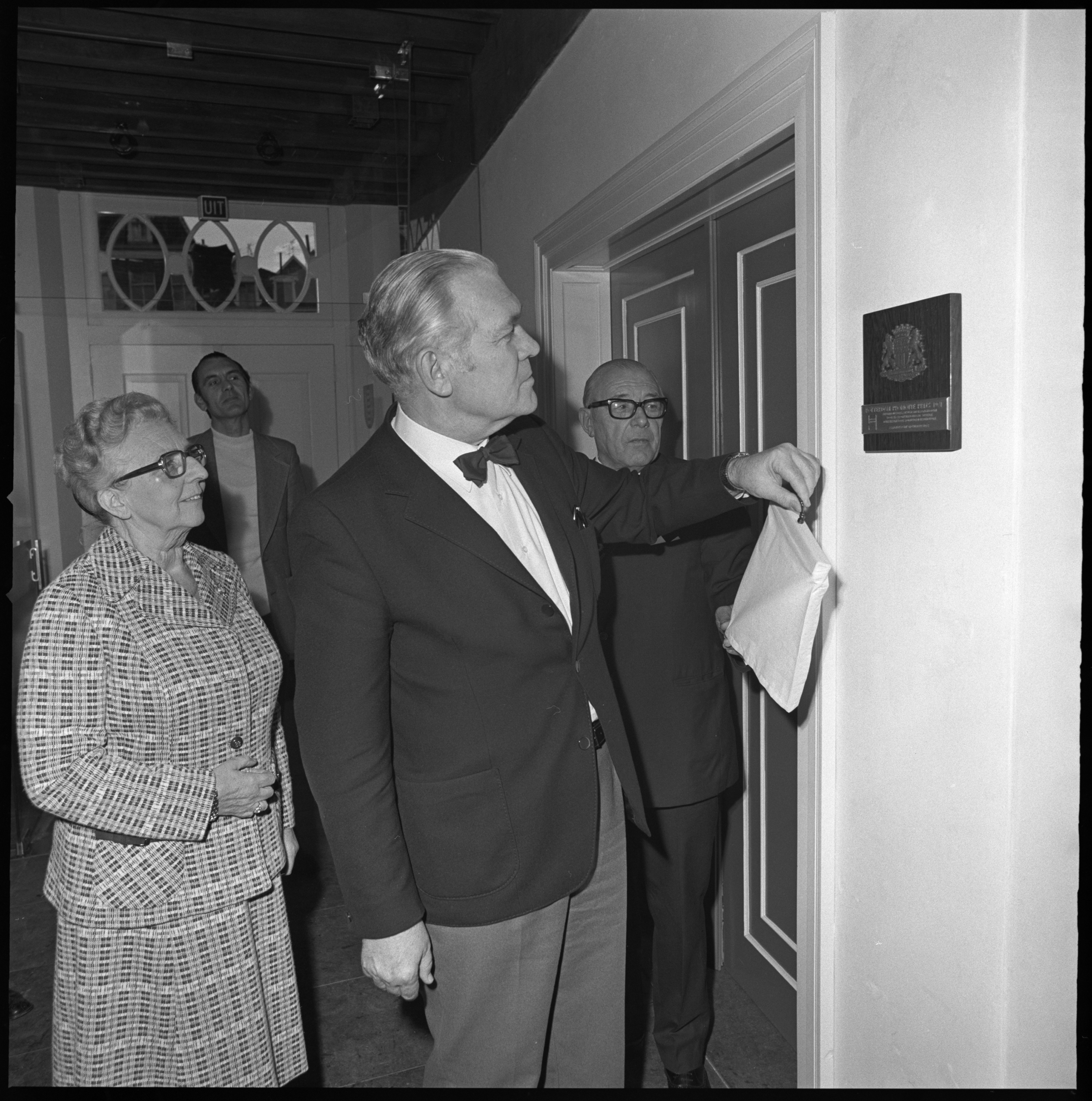
Wethouder H.W. Jettinghoff van Stadsontwikkeling en L.A.M. Vuylsteke onthullen plaquette (november 1972).

In 1972 werd aan Vuylsteke de Rotterdam Promotie Prijs 1971 toegekend, omdat de organisatie (Club 25) haar beschouwde 'als een van de belangrijkste voorvechters voor de restauratie van Delfshaven'. Met deze prijs als aanleiding werd besloten voor haar een plaquette te plaatsen in het gerestaureerde, voormalige raadhuis van Delfshaven. Wethouder Henk Jettinghoff van Stadsontwikkeling onthulde deze plaquette.
Twee jaar later wordt ze benoemd tot officier in de Orde van Oranje-Nassau.
Sinds oktober 1993 is in de Rotterdamse wijk Prinsenland de Lucie Vuylstekeweg naar haar vernoemd.